# 2024年洛杉磯影評人協會獎
第50屆洛杉磯影評人協會獎（The 50th Los Angeles Film Critics Association Awards）是洛杉磯影評人協會以茲表彰2024年電影的獎項，於2024年12月8日公佈得獎名單，並於2025年1月11日在比特摩爾酒店舉行頒獎典禮。
《阿诺拉》贏得本屆最佳電影，以及最佳主角演出（麥琪·麥迪遜）、最佳配角演出（尤里·鮑里索夫）等，而時年25歲的麥迪遜也成為史上第二年輕的主角獎得主。最佳導演由《神圣无花果之种》的穆罕默德·拉素羅夫獲得，瑪麗安·吉恩-巴普迪斯特則憑藉《残酷真相》成為首位獲得最佳主角演出的非裔女性。

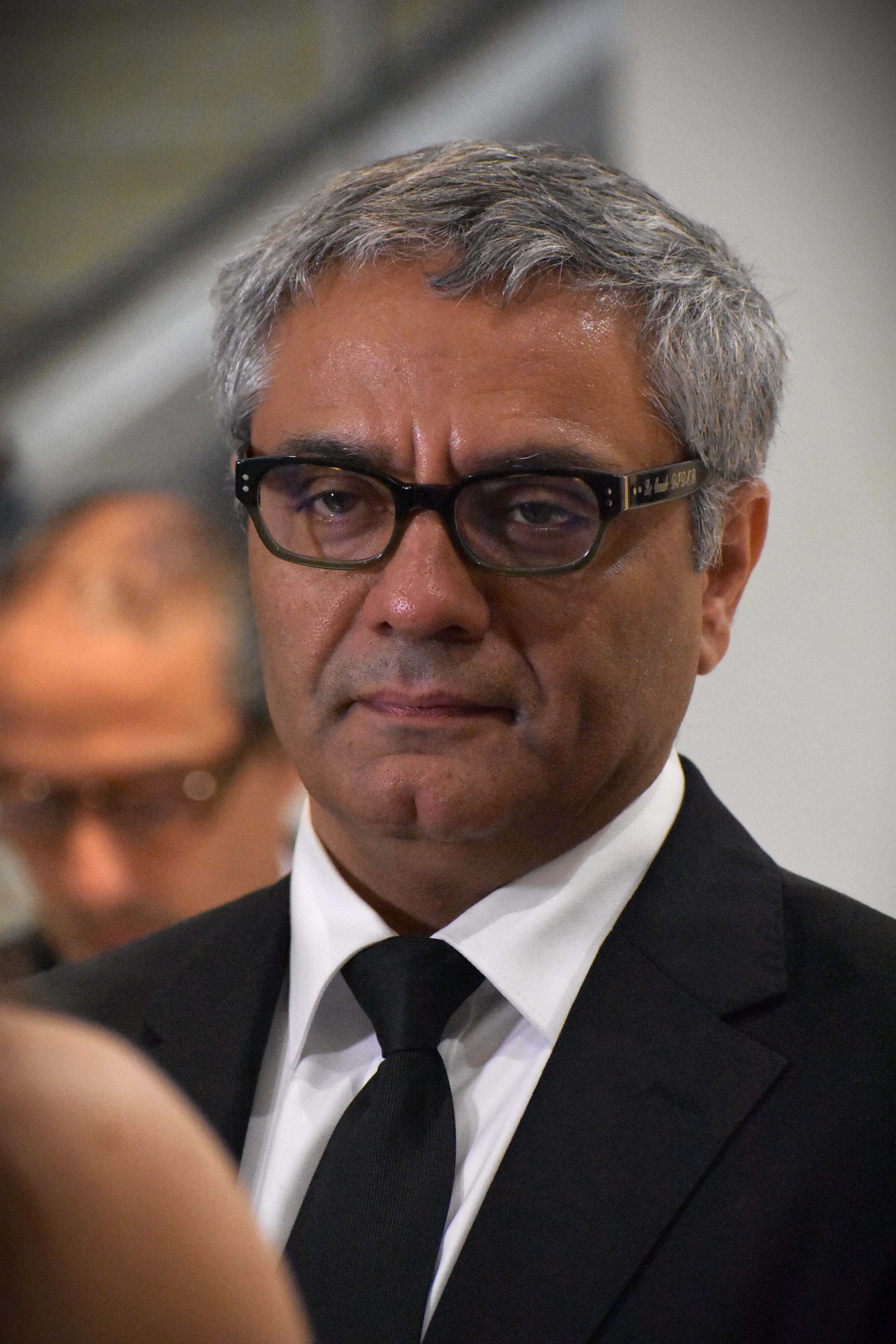
最佳導演：穆罕默德·拉素羅夫

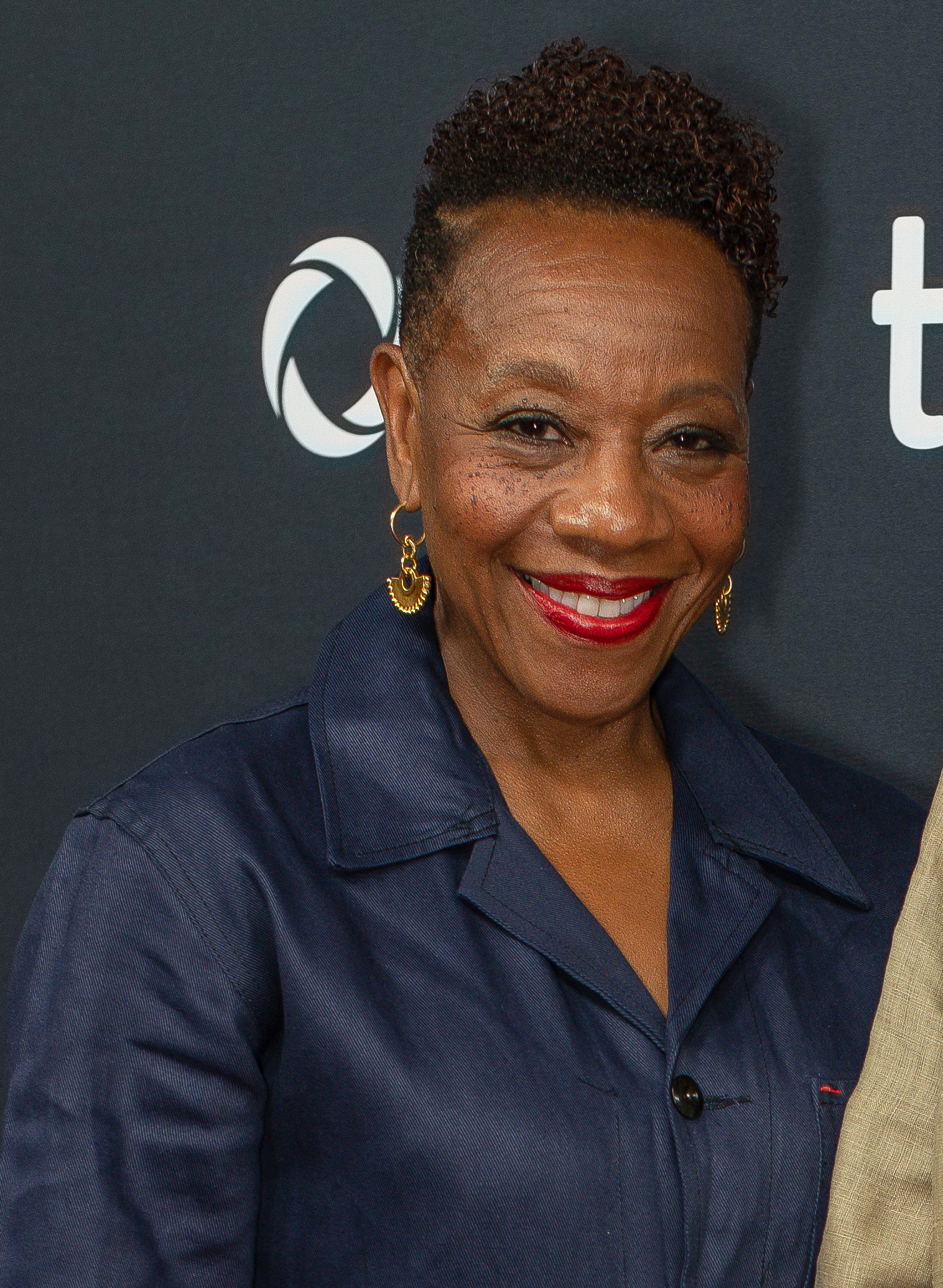
最佳主角演出：瑪麗安·吉恩-巴普迪斯特

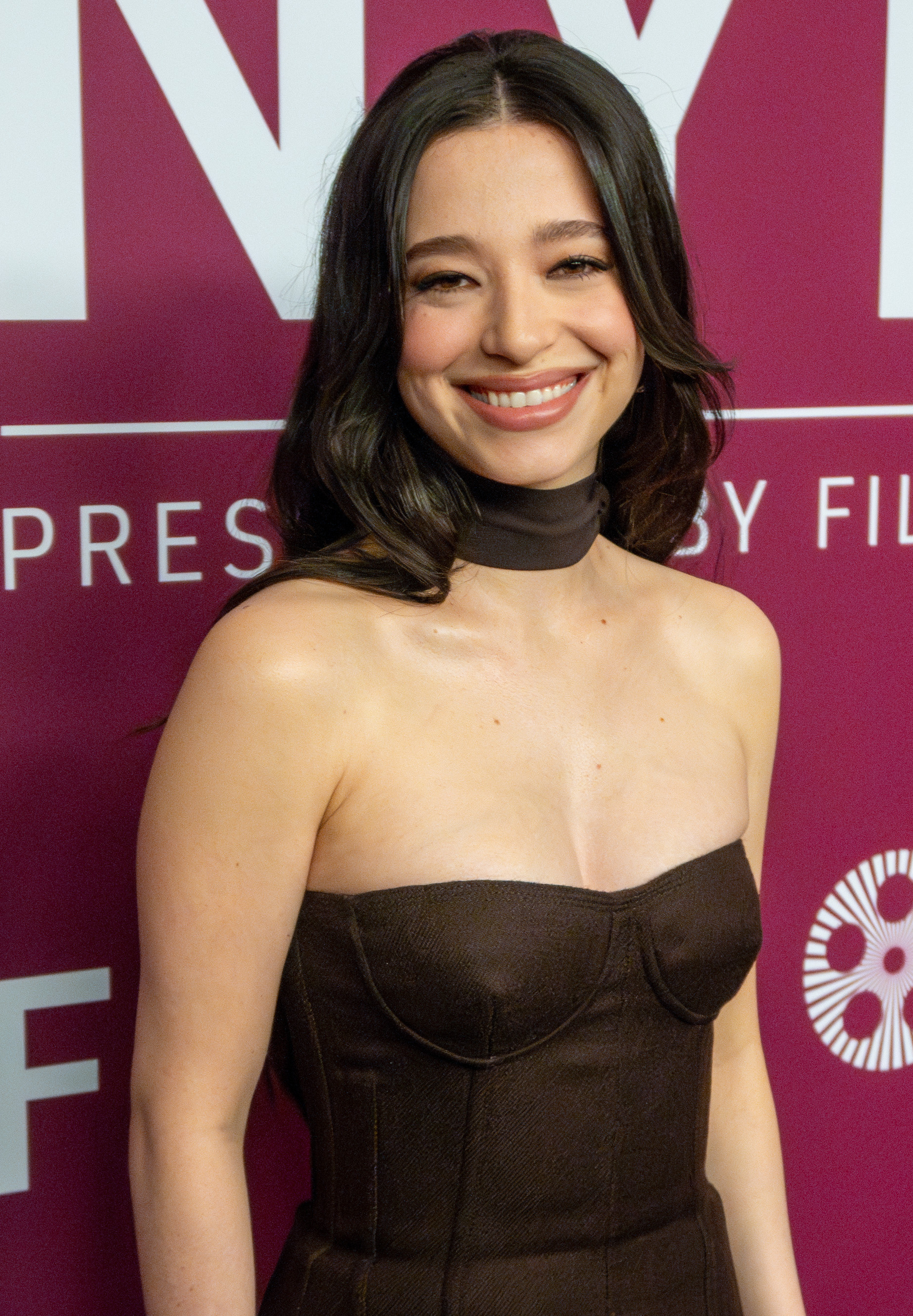
最佳主角演出：麥琪·麥迪遜

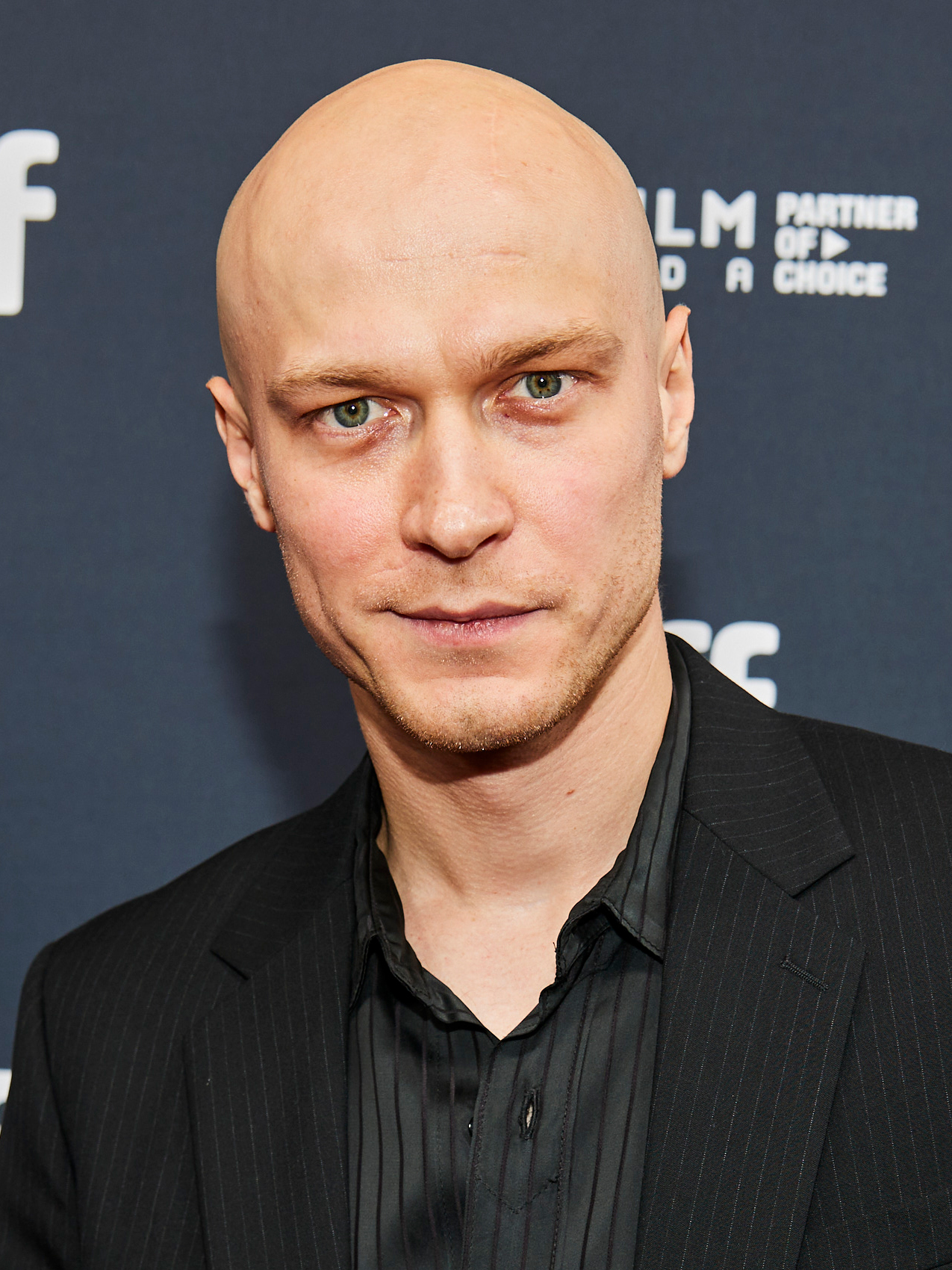
最佳配角演出：尤里·鮑里索夫

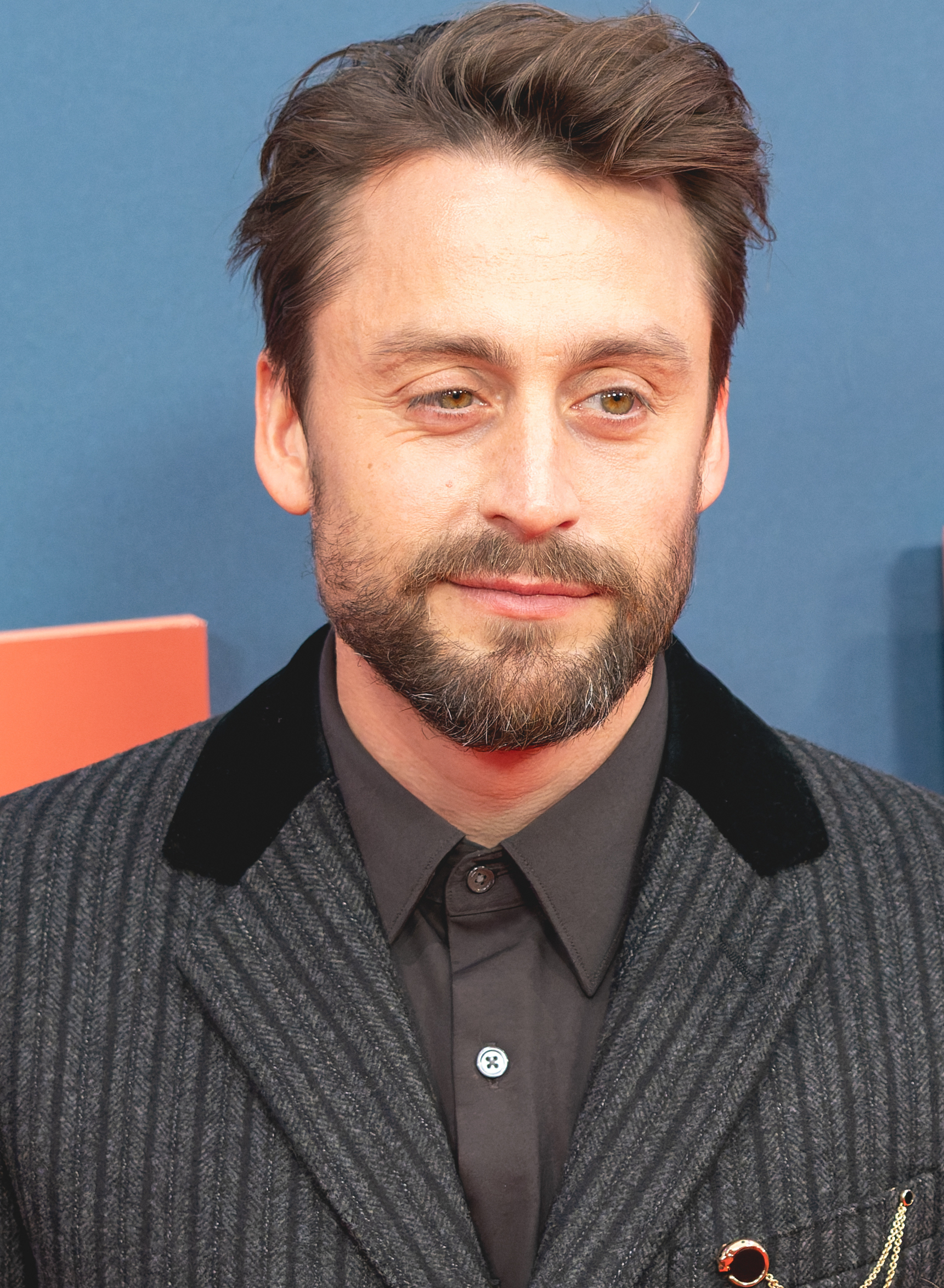
最佳配角演出：基倫·克金

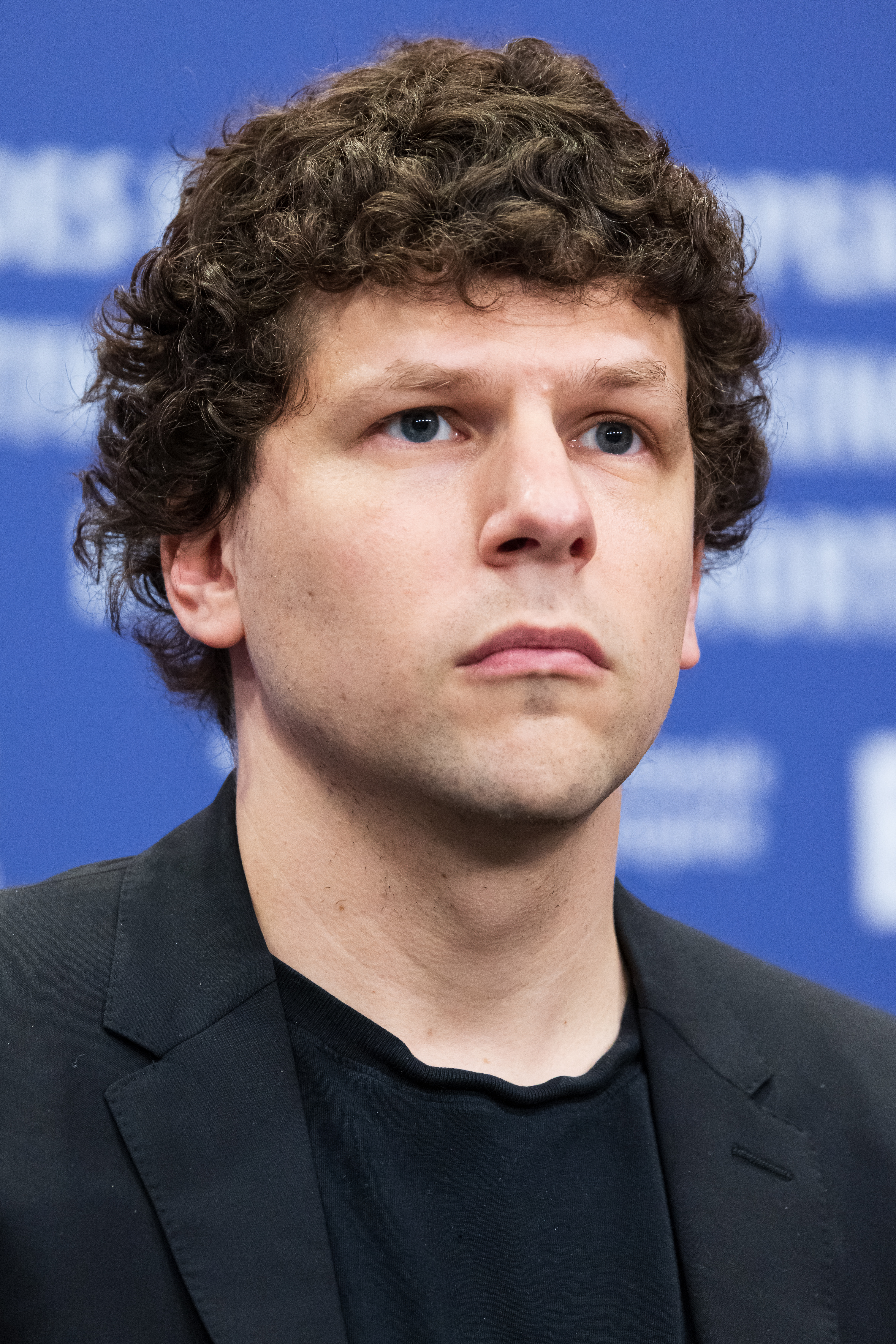
最佳劇本：傑西·艾森柏格

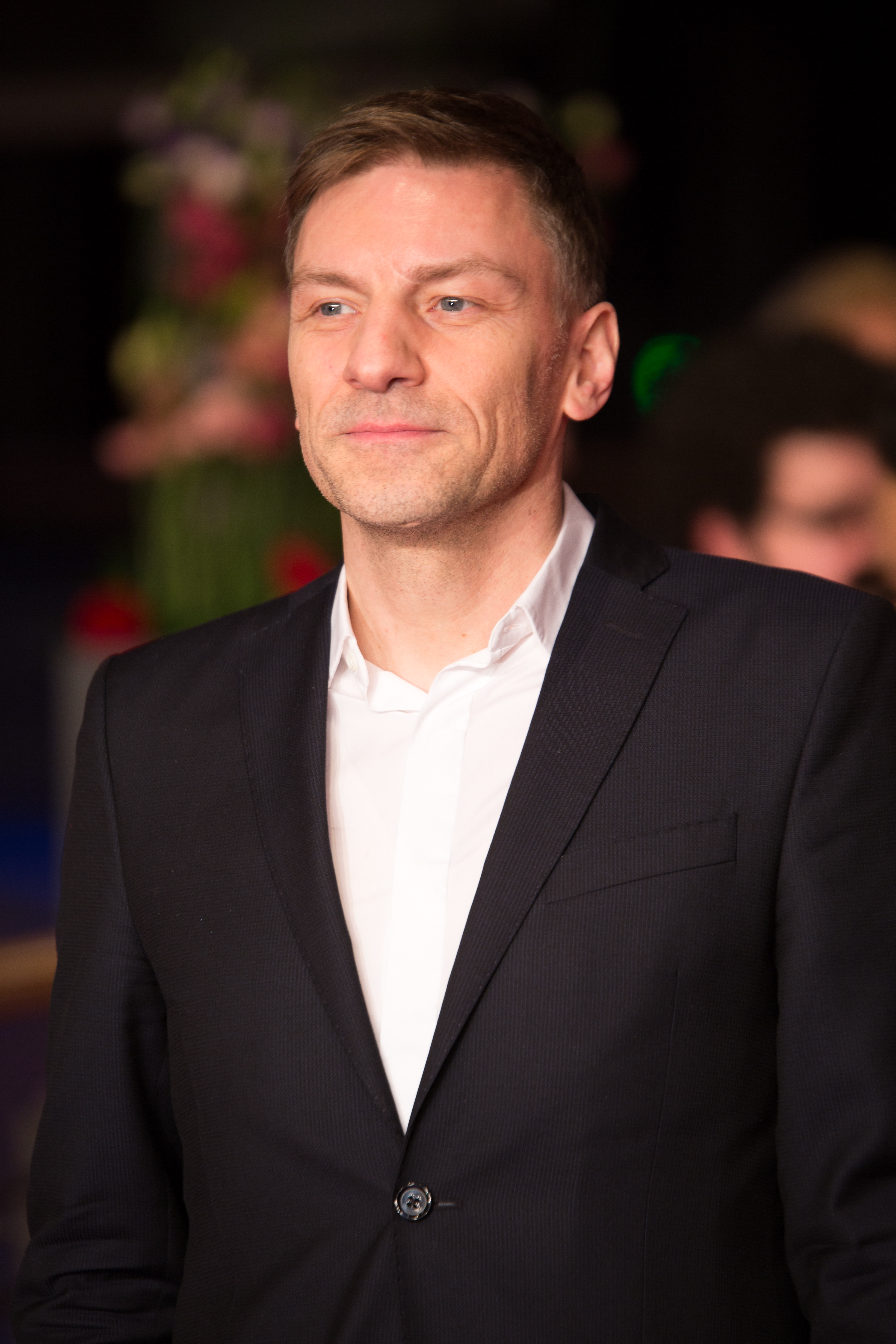
最佳剪輯：漢斯約格·懷斯柏克

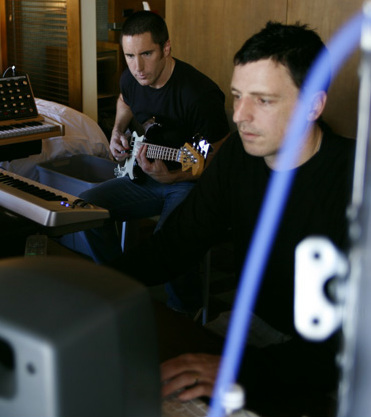
最佳配樂：特倫特·雷澤諾、阿提克斯·羅斯

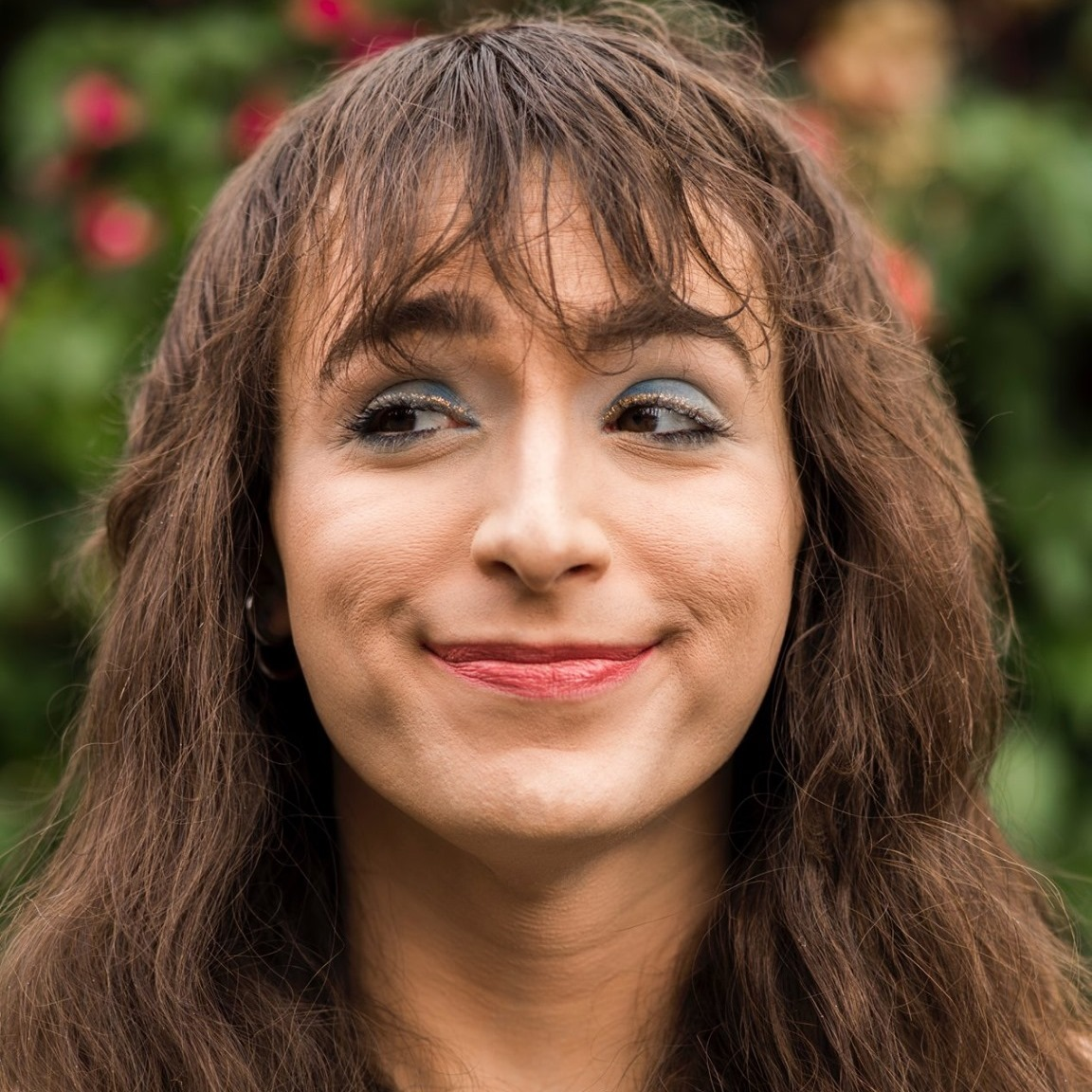
新生代獎：薇拉·朱

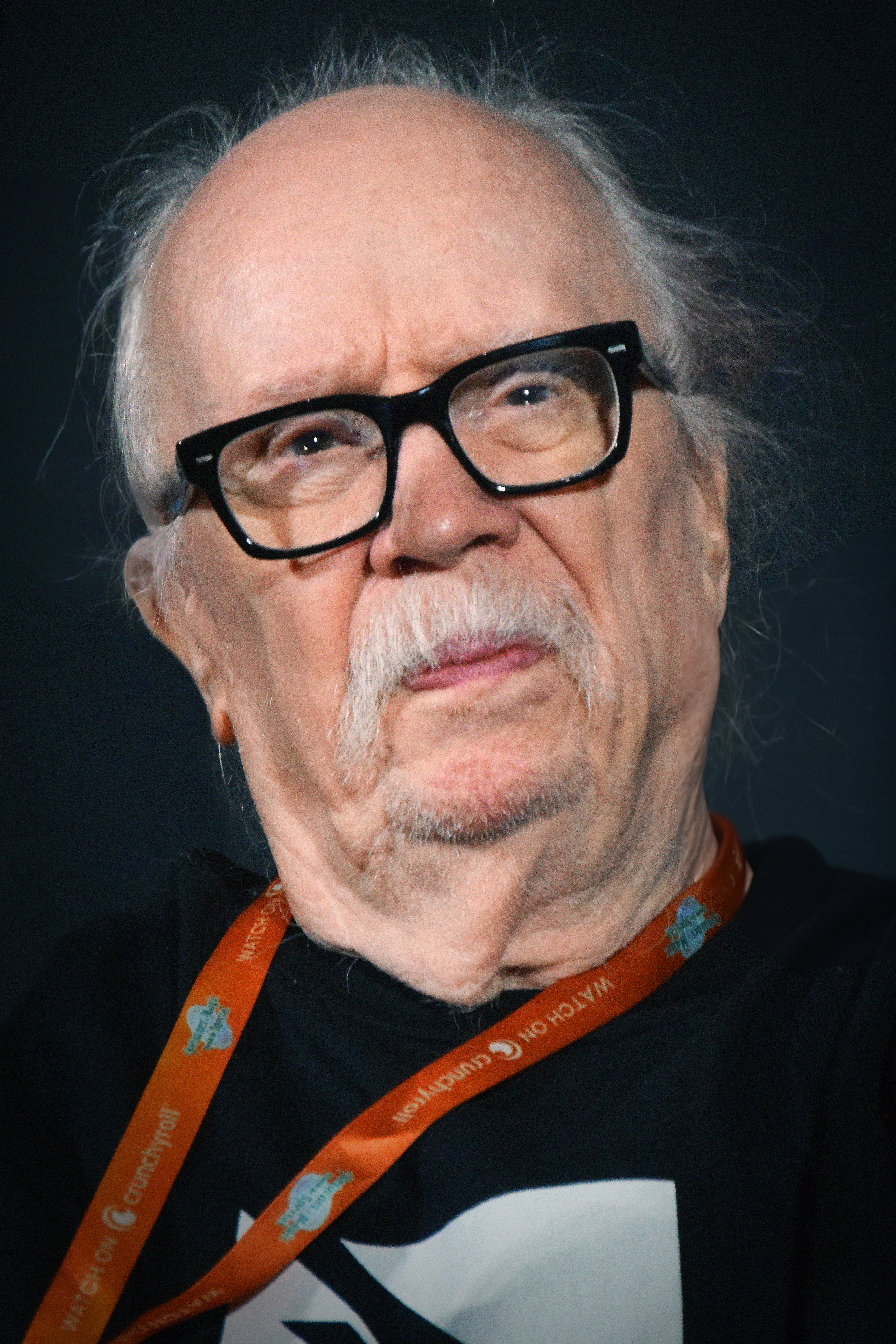
終身成就獎：約翰·卡本特

## 獲獎者
- 最佳電影（英语：Los Angeles Film Critics Association Award for Best Film）：
  - 《阿诺拉》
    - 亞軍：《粗獷派建築師》

最佳導演（英语：Los Angeles Film Critics Association Award for Best Director）：
  - 《神圣无花果之种》穆罕默德·拉素羅夫
    - 亞軍：《阿诺拉》西恩·貝克

最佳主角演出（英语：Los Angeles Film Critics Association Award for Best Lead Performance）：
  - 《残酷真相（英语：Hard Truths）》瑪麗安·吉恩-巴普迪斯特（英语：Marianne Jean-Baptiste）
  - 《阿诺拉》麥琪·麥迪遜
    - 亞軍：《懼裂》黛米·摩尔
    - 亞軍：《我仍在此》费尔南达·托雷斯

最佳配角演出（英语：Los Angeles Film Critics Association Award for Best Supporting Performance）：
  - 《阿诺拉》尤里·鮑里索夫
  - 《跳痛之旅》基倫·克金
    - 亞軍：《监狱剧院》克拉倫斯·麥克林（英语：Clarence Maclin）
    - 亞軍：《非常男人》亞當·皮爾森（英语：Adam Pearson (actor)）

最佳劇本（英语：Los Angeles Film Critics Association Award for Best Screenplay）：
  - 《跳痛之旅》傑西·艾森柏格
    - 亞軍：《阿诺拉》西恩·貝克

最佳攝影（英语：Los Angeles Film Critics Association Award for Best Cinematography）：
  - 《五分钱男孩》喬莫·弗雷（英语：Jomo Fray）
    - 亞軍：《粗獷派建築師》洛爾·克勞利（英语：Lol Crawley）

最佳美術設計（英语：Los Angeles Film Critics Association Award for Best Production Design）：
  - 《粗獷派建築師》茱蒂·貝克（英语：Judy Becker）
    - 亞軍：《戰火尋親路（英语：Blitz (2024 film)）》亚当·斯托克豪森

最佳剪輯（英语：Los Angeles Film Critics Association Award for Best Editing）：
  - 《五分钱男孩》尼可拉斯·蒙瑟（Nicholas Monsour）
  - 《九月五日》漢斯約格·懷斯柏克（德语：Hansjörg Weißbrich）

最佳配樂（英语：Los Angeles Film Critics Association Award for Best Music）：
  - 《挑戰者》特倫特·雷澤諾、阿提克斯·羅斯
    - 亞軍：《邪惡根本不存在》石橋英子

最佳非英語電影（英语：Los Angeles Film Critics Association Award for Best Foreign Language Film）：
  - 《你是我眼中的那道光》
    - 亞軍：《神圣无花果之种》

最佳紀錄片／非虛構電影（英语：Los Angeles Film Critics Association Award for Best Documentary Film）：
  - 《你的國，我的家》
    - 亞軍：《達荷美：祖靈回家》

最佳動畫片（英语：Los Angeles Film Critics Association Award for Best Animated Film）：
  - 《貓貓的奇幻漂流》
    - 亞軍：《琳達想吃雞！（英语：Chicken for Linda!）》

新生代獎：
  - 《小丑萬萬歲（英语：The People's Joker）》薇拉·朱（英语：Vera Drew）

終身成就獎：
  - 約翰·卡本特

特別提及：
  - 亞當·海曼（Adam Hyman）：數十年來，為洛杉磯電論壇的放映與活動進行策展、選片、管理等。

道格拉斯·愛德華茲（英语：Douglas Edwards）實驗性電影獎：
  - 《人類之巔3（英语：The Human Surge 3）》

## 外部連結
- 官方网站